# Wangen an der Aare
Wangen an der Aare là một đô thị thuộc huyện Oberaargau, bang Bern, Thụy Sĩ. Đô thị này có diện tích 6,8 km2, dân số thời điểm tháng 12 năm 2009 là 2009 người.

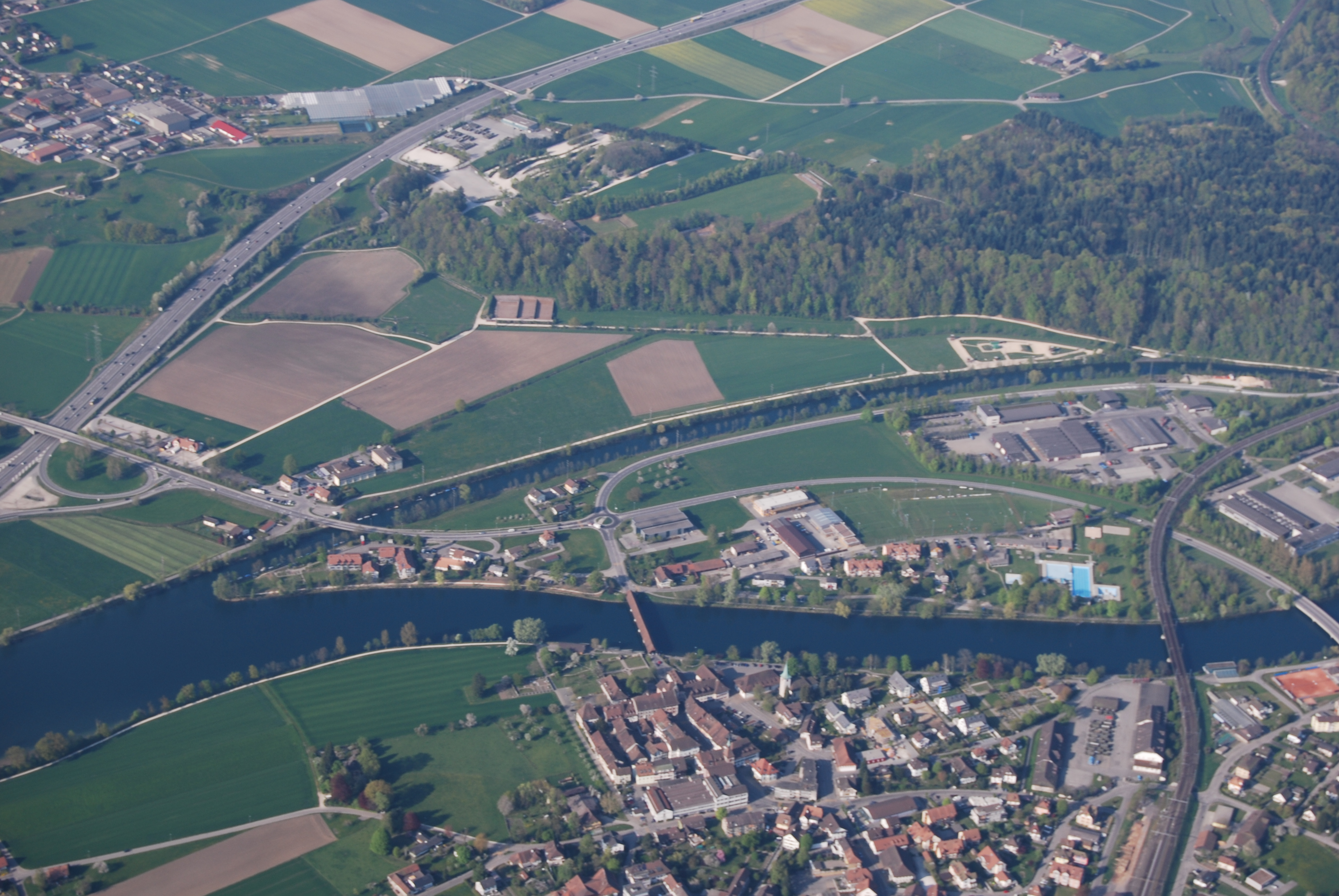
Wangen an der Aare